# Larcom Island
Larcom Island är en ö i Kanada.   Den ligger i Regional District of Kitimat-Stikine och provinsen British Columbia, i den sydvästra delen av landet, 3 900 km väster om huvudstaden Ottawa. Arean är 12 kvadratkilometer. 
Terrängen på Larcom Island är platt. Öns högsta punkt är 171 meter över havet. Den sträcker sig 9,7 kilometer i nord-sydlig riktning, och 2,5 kilometer i öst-västlig riktning.
I omgivningarna runt Larcom Island växer i huvudsak barrskog. Trakten runt Larcom Island är nära nog obefolkad, med mindre än två invånare per kvadratkilometer.